# Turquía en los Juegos Olímpicos de Sochi 2014
Turquía estuvo representada en los Juegos Olímpicos de Sochi 2014 por seis deportistas, tres hombres y tres mujeres, que compitieron en tres deportes.
El portador de la bandera en la ceremonia de apertura fue el patinador artístico Alper Uçar. El equipo olímpico turco no obtuvo ninguna medalla en estos Juegos.